# Kulibaba, Vasîlkiv
Kulibaba (în ucraineană Кулібаба) este un sat în comuna Zastuhna din raionul Vasîlkiv, regiunea Kiev, Ucraina.

## Demografie
Componența lingvistică a localității Kulibaba
     Ucraineană (95,65%)
     Rusă (4,35%)
Conform recensământului din 2001, majoritatea populației localității Kulibaba era vorbitoare de ucraineană (95,65%), existând în minoritate și vorbitori de rusă (4,35%).